# Павлова, Валентина Александровна
Валентина Александровна Павлова — советский хозяйственный и государственный деятель, лауреат Государственной премии СССР за выдающиеся достижения в труде.

## Биография
Родилась в 1945 году. Член КПСС.
В 1969—1991 годах — прядильщица Донецкого хлопчатобумажного комбината имени XXV съезда КПСС Министерства легкой промышленности Украинской ССР.
Делегат XXV съезда КПСС.
Работая на расширенной зоне обслуживания, за 10-ю пятилетку выполнила 13 годовых норм.
Заслуженный работник легкой промышленности Украинской ССР.
За большой личный вклад в увеличение выпуска, улучшение качества, снижение себестоимости товаров народного потребления была в составе коллектива удостоена Государственной премии СССР за выдающиеся достижения в труде 1984 года.
Член Ревизионной комиссии КПУ в 1981—1986 годах. Член ЦК КПУ в 1986—1990 годах.
Жила в Донецке.

## Награды
- Орден Ленина (1986)
- Орден Трудового Красного Знамени